# Alexéi Yesin
Alexéi Yúrievich Yesin (en ruso: Алексей Юрьевич Есин; Kolomna, URSS, 3 de diciembre de 1987) es un deportista ruso que compitió en patinaje de velocidad sobre hielo.
Ganó una medalla de bronce en el Campeonato Mundial de Patinaje de Velocidad sobre Hielo en Distancia Corta de 2015. Participó en dos Juegos Olímpicos de Invierno, en los años 2010 y 2014, ocupando el sexto lugar en Sochi 2014, en la prueba de persecución por equipos.

## Palmarés internacional
| Campeonato Mundial en Distancia Corta | Campeonato Mundial en Distancia Corta | Campeonato Mundial en Distancia Corta | Campeonato Mundial en Distancia Corta |
| Año                                   | Lugar                                 | Medalla                               | Prueba                                |
| ------------------------------------- | ------------------------------------- | ------------------------------------- | ------------------------------------- |
| 2015                                  | Astaná (Kazajistán)                   | Medalla de bronce                     | Clasificación general                 |